# Wantage
Wantage è un paese di 11 000 abitanti della contea dell'Oxfordshire, in Inghilterra.

## Amministrazione

### Gemellaggi
- Seesen, dal 1979
- Mably, dal 1990